# Concurrenzen
Concurrenzen ist ein Walzer von Johann Strauss Sohn (op. 267). Das Werk wurde am 29. Januar 1862 im Sofienbad-Saal in Wien erstmals aufgeführt. 

## Zum Werk
Der Walzer wurde im Fasching des Jahres 1862 für den Ball der Industriegesellschaft komponiert. Die Bälle dieser Gesellschaft drängten die bisher führenden Bürgerbälle immer mehr in den Hintergrund und gewannen ab 1861 immer mehr an Bedeutung. Gelegentlich wurden sie sogar vom Kaiser besucht. Der Name Concurrenzen bezog sich damals auf einen, dann schnell beigelegten, Konkurrenzkampf zweier Eisenbahngesellschaften.  
Die Spieldauer beträgt auf der unter Einzelnachweisen angeführten CD 8 Minuten und 49 Sekunden. Je nach der musikalischen Auffassung des Dirigenten kann sich diese Zeit um bis zu etwa einer Minute plus oder minus verändern.